# La Croisille
La Croisille är en kommun i departementet Eure i regionen Normandie i norra Frankrike. Kommunen ligger i kantonen Conches-en-Ouche som tillhör arrondissementet Évreux. År 2022 hade La Croisille 409 invånare.

## Befolkningsutveckling
Antalet invånare i kommunen La Croisille
Referens:INSEE